# Dagmar Rechenbach
Dagmar Rechenbach (geboren 10. Juli 1957 in Offenbach am Main) ist eine deutsche Juristin. Sie wurde 2004 zur Präsidentin des Verwaltungsgerichts Wiesbaden und 2008 des Verwaltungsgerichts Darmstadt berufen. Seit 1999 ist sie Mitglied des Staatsgerichtshofs des Landes Hessen.

## Leben

### Jugend und Ausbildung
1976 machte Rechenbach Abitur und studierte anschließend Rechtswissenschaft an der Johann Wolfgang Goethe-Universität in Frankfurt am Main. Die Erste Juristische Staatsprüfung absolvierte sie 1982. 1984 unterbrach sie die juristische Ausbildung und arbeitete bis 1987 als wissenschaftliche Mitarbeiterin zu den Themen Staats-, Verwaltungs- und Familienrecht an der Goethe-Universität. 1988 vervollständigte Rechenbach ihre juristische Ausbildung mit dem Zweiten Staatsexamen.

### Juristischer Werdegang
1991 wurde Rechenbach am Verwaltungsgericht Wiesbaden zur Richterin auf Lebenszeit ernannt und wechselte 1997 an das Verwaltungsgericht Darmstadt. 2000 wurde sie an das Hessische Ministerium der Justiz abgeordnet. Im Mai 2002 ernannte sie der hessische Justizminister zur Richterin am Hessischen Verwaltungsgerichtshof. Rechenbach engagierte sich von 1991 bis 1995 als Leiterin von Referendararbeitsgemeinschaften und als Lehrkraft an der Verwaltungshochschule Wiesbaden im Fachbereich Polizei. Sie ist seit dem Jahr 1998 nebenamtliches Mitglied des Landesjustizprüfungsamtes Hessen als Prüferin für die 2. juristische Staatsprüfung.
Sie wurde 2004 zur Vizepräsidentin und 2006 zur Präsidentin des Verwaltungsgerichts Wiesbaden ernannt. Seit 1. April 2008 ist sie Präsidentin des Verwaltungsgerichts Darmstadt.

### Mitglied des Hessischen Staatsgerichtshofs
Am 3. Juni 1999 wurde Rechenbach erstmals auf Vorschlag der CDU- und der FDP-Fraktion vom Hessischen Landtag zum stellvertretenden nicht richterlichen Mitglied des Staatsgerichtshofs des Landes Hessen gewählt. Am 5. Juni 2003 wechselte sie die Gruppe und wurde zur Landesanwältin gewählt. Am 27. April 2005 wechselte Rechenbach nochmals die Gruppe und wurde zum stellvertretenden richterlichen Mitglied für Michaela Kilian-Bock gewählt. 2009 wurde sie in diesem Amt wiedergewählt. Sie wechselte nochmals die Gruppe und wurde 2014 und 2019 zum stellvertretenden nicht richterlichen Mitglied gewählt. Sie übt das Amt voraussichtlich bis zum Ende der Legislaturperiode 2024 aus.

### Weiteres Engagement
Rechenbach ist Mitglied des Vorstandes und stellvertretende Vorsitzende der Bürgerstiftung Darmstadt, die im November 2016 ihr 40-jähriges Jubiläum feierte. Sie war von September 2013 bis November 2018 stellvertretende Vorsitzende und Schriftführerin der Darmstädter Juristischen Gesellschaft. Sie ist seit 2019 weiterhin als Beisitzerin im Vorstand.
Rechenbach ist Mitglied des Stiftungsrates der Schader-Stiftung.

### Privates
Rechenbach ist verheiratet mit Peter Rechenbach; die beiden haben zwei Töchter.

## Veröffentlichungen
- mit Christean Wagner: Konnexitätsprinzip ins Grundgesetz! In: Zeitschrift für Rechtspolitik. Band 36, Nr. 9, September 2003, S. 308–314, JSTOR:23428402.